# Liber numerorum qui in Sanctis Scripturis occurrunt
Liber numerorum qui in Sanctis Scripturis occurrunt, secondo l’elenco di Braulione di Saragozza, è un trattato sul simbolismo dei numeri all’interno delle Sacre Scritture.
L'attribuzione a Isidoro di Siviglia è incerta.

## Questioni sull'autorialità, contenuti e datazione
F. Arévalo pubblica l’opera nel 1802. L’autorialità di questo trattato rimane incerta: vi sono diverse posizioni tra gli specialisti. Difendono la sua autenticità, come opera isidoriana, C. Leonardi, O. García de la Fuente, J. Madoz e J. Fontaine, il quale mostra le relazioni esistenti tra questo trattato e le Etymologiae, e Domínguez del Val. Mettono invece in dubbio l’attribuzione McNally, Díaz y Díaz e Bischoff. In particolare, Díaz y Díaz segnala come nessuno dei testimoni dell’opera presenti il nome dell’autore, solo uno di essi sia di origine ispanica e la descrizione dell’opera fatta da Braulione non corrisponda affatto con l’incipit dell’edizione Arévalo. Per questo motivo, si può anche pensare, con J.C. Martín Iglesias, che l’opera originale citata da Braulione sia stata perduta.
Nell’edizione Arévalo, l’autore esordisce affermando che non sia affatto inutile conoscere il significato dei numeri, poiché essi contengono molti insegnamenti e ammonimenti spirituali. Innanzitutto, viene offerta una definizione di numero, poi sono segnalate le differenze tra numeri pari e dispari. Vengono descritti i numeri da 1 a 16, poi da 18 a 20, i numeri 24, 30, 40, 46, 50, 60: nello studio di ogni singolo numero sono enunciate le sue principali caratteristiche, in primis da un punto di vista strettamente matematico e poi anche simbolico e spirituale, segnalando il relativo impiego nei due Testamenti. Nonostante la scorrevole chiarezza dello stile, spesso il trattato risulta caratterizzato da monotonia e meccanicità.
Secondo J. de Aldama, l’opera sarebbe databile al 612-615, ipotesi prodotta basandosi unicamente sulla Renotatio, secondo un criterio che ad oggi non possiamo più accettare come univoco. J. Fontaine sostiene invece che Isidoro scrisse il trattato su richiesta di Braulione, spostando il terminus post quem al 632.

### Edizioni
- Braulio de Zaragoza, La Renotatio librorum domini Isidori. Introducción, edición critica y traducción, ed. J.C. Martìn Iglesias, San Millán de la Cogolla 2004.
- Divi Isidori Hispalensis episcopi opera omnia, ed. J. Grial, Madrid 1599.
- Isidorus Hispalensis, Le livre des nombres. Liber numerorum, ed. J.Y. Guillaumin, Parigi 2005.
- S. Isidori Hispalensis Episcopi Hispaniarum doctoris opera omnia, ed. F. Arevalo, tomo V, Roma (1802), pp. 220-248.

### Studi
- R.E. McNally, Isidoriana, «Theological Studies» 20 (1959), pp. 432-442.
- J.C. Martín Iglesias, Escritores Visigóticos: Reglas Monásticas, Madrid (2011), p. 7.
- La trasmissione dei testi latini nel Medioevo, volume II, a cura di P. Chiesa e L. Castaldi, Firenze (2005), pp. 407-411.
- F. Trisoglio, Introduzione a Isidoro di Siviglia, Brescia (2009), cap. XII, p. 92.
- J. A. de Aldama, Indicaciones sobre la cronologìa de las obras de San Isidoro, in Miscellanea Isidoriana: homenaje a S. Isidoro de Sevilla en el XIII centenario de su muerte 636 - 4 de abril – 1936, pp. 57-89.